# Liste von historischen Waffen nach Herkunftsregion und Ethnien
Diese Liste von historischen Waffen nach Herkunftsregion und Ethnien bietet einen Überblick zu historischen Waffen und Waffentypen, gegliedert nach Herkunftsregion und Ethnien. Moderne Waffen, die im 20. oder 21. Jahrhundert entwickelt wurden, sind in anderen Übersichten zu finden.

## Afrika

### Gliederung nach Regionen

#### Nordafrika
- Armmesser verbreitet bei Tuareg, in Nubien und im Sudan
- Chepesch verbreitet im Alten Ägypten

#### Zentralafrika

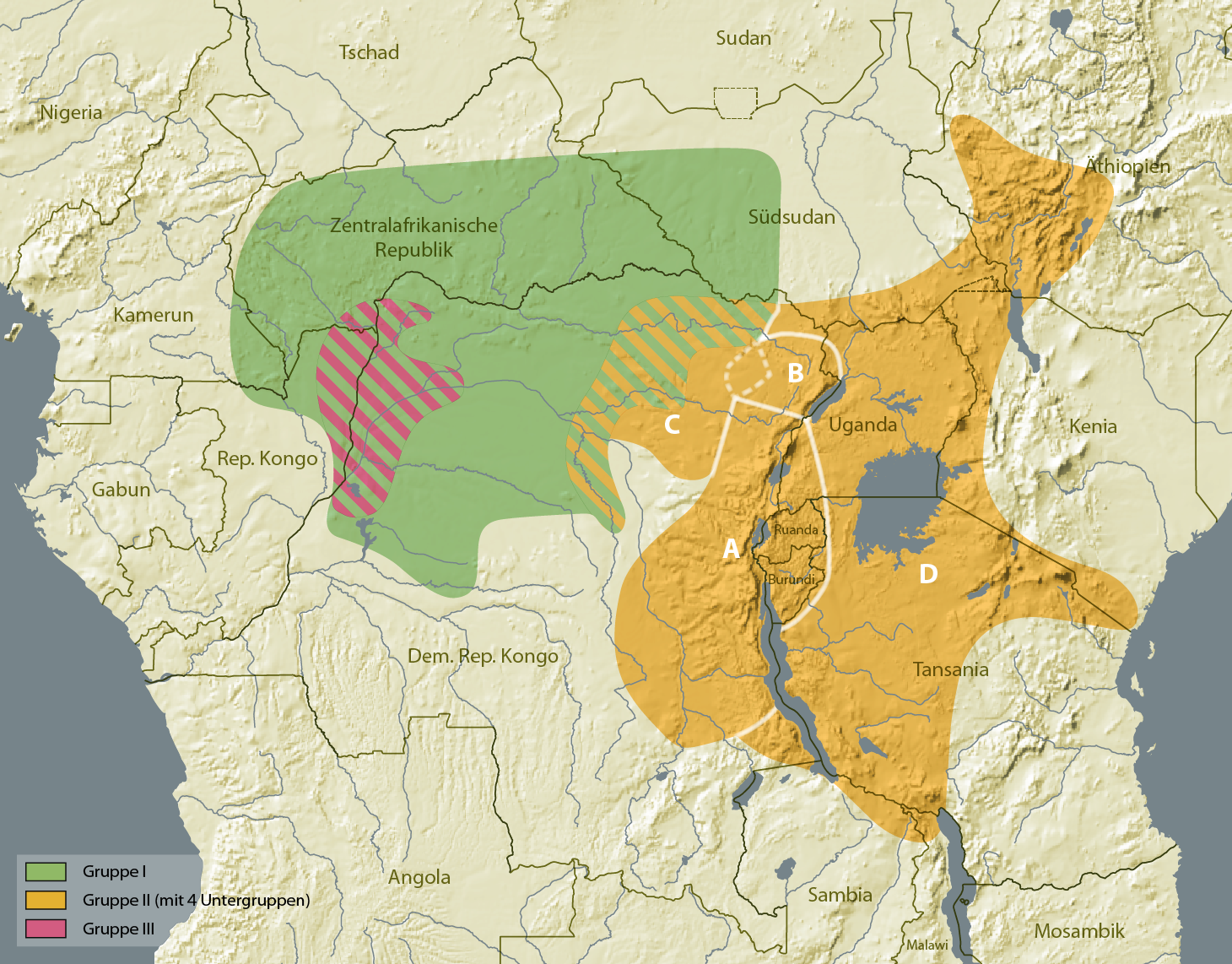
Verbreitung des Trumbash

- Trumbash verbreitet in Zentralafrika und in ugandischen Regionen

### Gliederung nach Ethnien
In diesem Abschnitt ist jeweils die Ethnie vorangestellt; die bekannten Objekte dieser Ethnien sind darunter eingerückt.

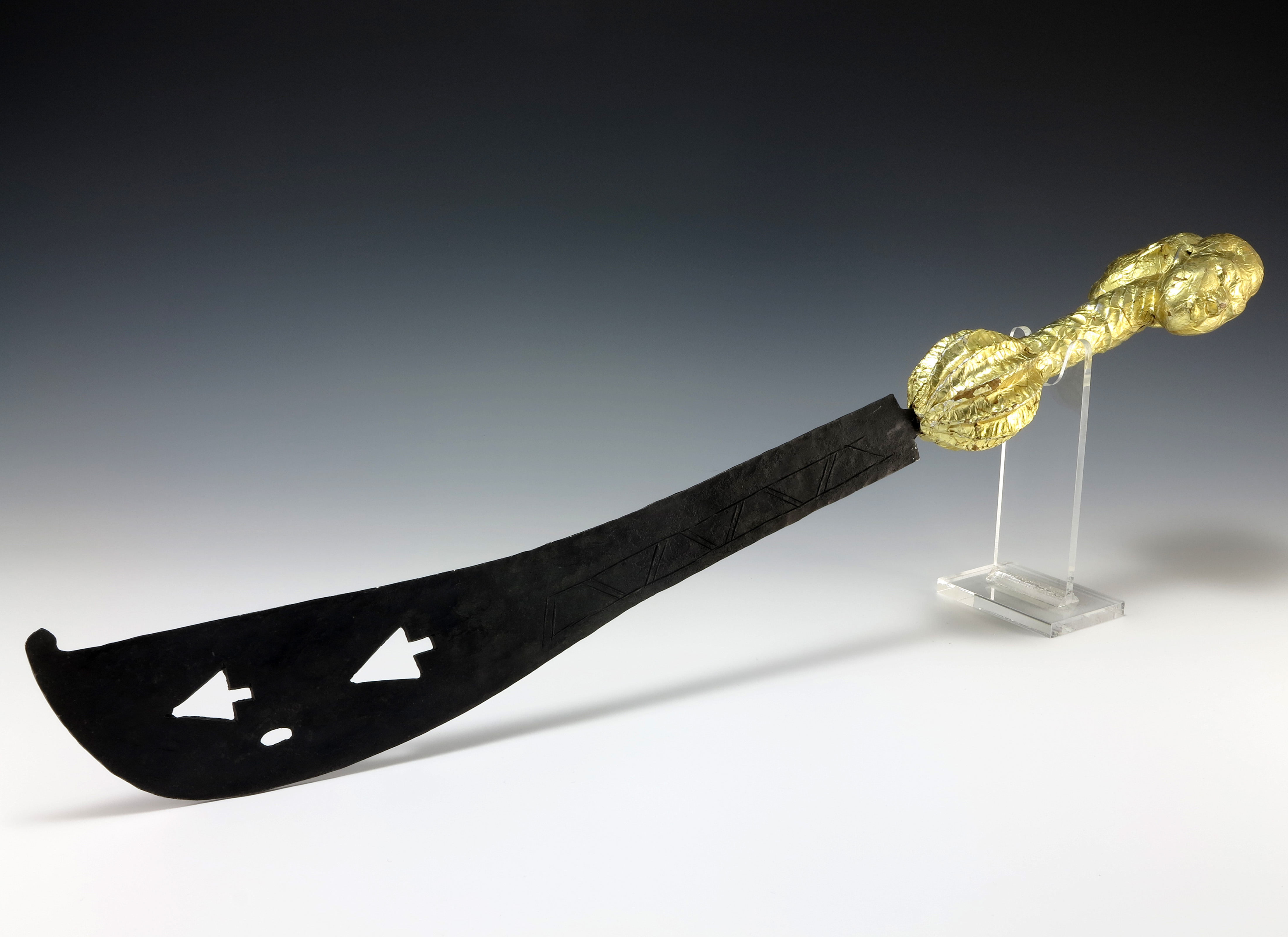
Afena
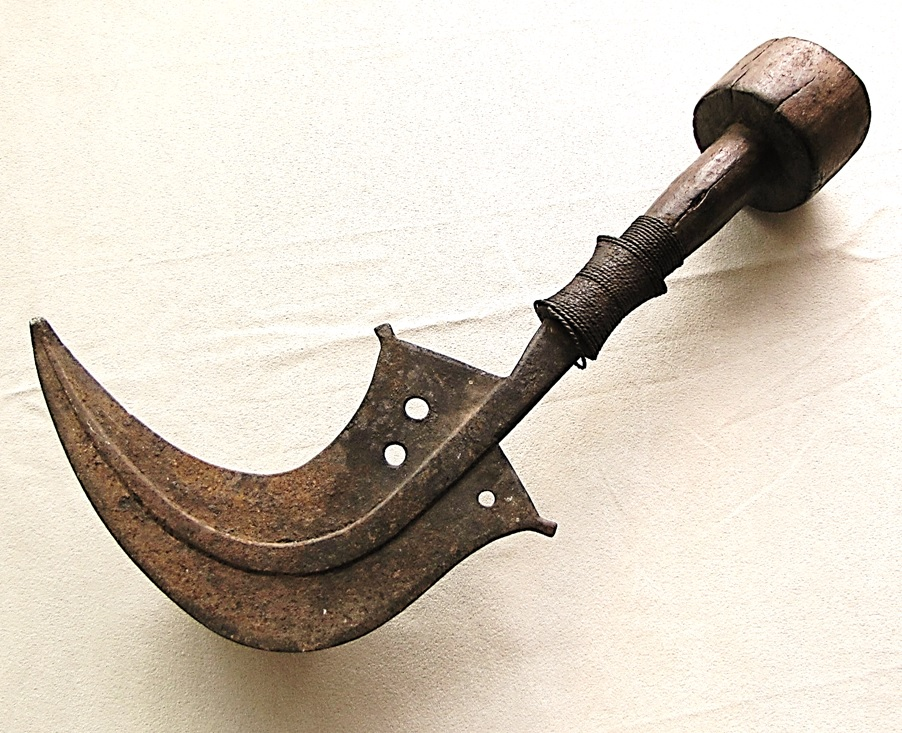
Trumbasch

- Aschanti (Volk)
  - Afena
- Avungara (Ethnie)
  - Trumbasch
- Azande (Ethnie)
  - Trumbasch
- Bandia
  - Trumbasch
- Baali (Ethnie)
  - Itudri
- Barambo (Ethnie)
  - Trumbasch
- Boa (Ethnie)
  - Trumbasch
- Chamba (Volk)
  - Itudri
  - Trumbasch
- Dengese
  - Itapi
- Kuba (Ethnie)
  - Kuba-Axt
  - Kuba-Dolch
  - Kuba-Messer (Hakenklinge)
- Makere (Ethnie)
  - Trumbasch
- Malele (Ethnie)
  - Trumbasch
- Mangbele (Ethnie)
  - Itudri
  - Trumbasch
- Meje (Ethnie)
  - Trumbasch
- Momvu
  - Itudri
  - Trumbasch
- Popoi (Ethnie)
  - Trumbasch
- Topoke (Ethnie)
  - Trumbasch

- Afena
- Trumbasch

### Alphabetische Übersicht der Objekte
- Afena
- Afrikanischer Armschlagring
- Afrikanisches Wurfeisen
- Armmesser
- Bakatwa
- Bali-Schwert
- Basakpwa
- Baule-Dolch
- Beja-Dolch
- Boa-Kurzschwert
- Bornu-Rüstung
- Bwaka (Schwert)
- Chepesch
- Dogon-Dolch
- Dschibba
- Eben (Schwert)
- Epalang
- Fang-Axt
- Fang-Schwert
- Flyssa
- Fon-Axt
- Ful-Dolch
- Ful-Schwert
- Gurade
- Hamba-Dolch
- Hwi
- Ibaka (Statuswaffe)
- Ibia
- Ifangbwa
- Ikulimbaang
- Ilwoon
- Imbemba
- Isihlangu
- Isizenze
- Itapi
- Itudri
- Kaskara
- Kete
- Khodmi
- Kilonda
- Knobkierrie
- Konda-Schwert
- Kota-Dolch
- Koummya
- Krokodilpanzer
- Krummmesser (Oberguinea)
- Kuba-Axt
- Kuba-Dolch
- Kuba-Messer (Hakenklinge)
- Kusu-Dolch
- Lafongo-Messer
- Libaka
- Ligonda
- Lokele-Schwert
- Luba-Schwert
- Luba-Shankadie-Axt
- Luguru-Axt
- Lulua-Schwert
- Mandinka-Schwert
- Mangbetu-Dolch
- Mbala-Axt
- Mbeeli ya phoko
- Mbole-Dolch
- Mbuun-Schwert
- Mossal
- Mpuku
- Mugusu (Waffe)
- Manzhi
- Namambele
- Nande-Schwert
- Nayin
- Ndome (Schild)
- Ngombe-Dolch
- Ngombe-Schwert
- Ngulu (Waffe)
- Nkutshu-Messer
- Nombo-Schwert
- Nshaal
- Nubischer Armdolch
- Nzakara-Dolch
- Ovimbundu-Schwert
- Paamba
- Ringdolch
- Scheibenmesser der Momvu
- Seme
- Shoka
- Shotel
- Silepe
- So-Schwert
- Songe-Dolch
- Sudan-Streitaxt
- Sudanesischer Rossharnisch
- Sudanische Rüstung
- Takouba
- Telek (Dolch)
- Tetela-Dolchmesser
- Trumbasch
- Tshimphaaba
- Tsonga
- Tuareg-Kurzschwert
- Tuareg-Mandingo-Schwert
- Tubu-Daza
- Umuhoro
- Woshele
- Yaka-Schwert
- Yakoma-Status-Axt
- Yoruba-Schwert
- Zentralafrikanische Sichelwaffe

## Asien

### Gliederung nach Regionen

#### China
- Ting Kia (Rüstung / Schutzwaffe)

#### Japan
- Daishō
- Katana
- Kanabō
- Ōtenta
- Tachi
- Tsurugi

#### Tibet
- Tibetischer Lamellenpanzer

### Alphabetische Übersicht der Objekte von Indonesien
- Alamang
- Andar-Andar
- Arit
- Awola (Speer)
- Bade-Bade
- Badek
- Baju Empurau
- Baju Lamina
- Baju Rantai
- Balato
- Baling Baling
- Baluse
- Bandring
- Bangkung
- Baradi
- Barong (Schwert)
- Baru Lema'a
- Baru Oroba
- Basi Aje Tado
- Basi Baranga
- Basi Paka
- Basi Parung
- Basi Sangkung
- Basi Sanresang
- Basi Takang
- Batu Rajut
- Beder
- Beladau
- Belida
- Bendo
- Besi Lima
- Bodik
- Buko (Schwert)
- Bum'Bere Tofao
- Cayul
- Chunderik Klewang
- Co Jang
- Dange
- Dayak-Hiebmesser
- Dohong
- Dua Lalan
- Ekajo
- Gadoobang
- Gagong
- Gajang
- Gari (Schwert)
- Golok
- Hampang Hampang
- Hemola
- Hulu (Heft)
- Indan (Keule)
- Indonesische Kriegsjacken
- Indonesischer Trisula
- Jimpul
- Jono
- Klebit bok
- Sumpitan
- Utap

### Alphabetische Übersicht der Objekte
- Alamang
- Andar-Andar
- Arit
- Awola (Speer)
- Bade-Bade
- Badek
- Baghnakh
- Baju Empurau
- Baju Lamina
- Baju Rantai
- Balato
- Baling Baling
- Balisong
- Baluse
- Bandring
- Bangkung
- Baradi
- Barong (Schwert)
- Baru Lema'a
- Baru Oroba
- Basi Aje Tado
- Basi Baranga
- Basi Paka
- Basi Parung
- Basi Sangkung
- Basi Sanresang
- Basi Takang
- Batu Rajut
- Beder
- Beladau
- Belida
- Bendo
- Besi Lima
- Biliong
- Bodik
- Bogen (Waffe)
- Bokutō
- Bolo (Messer)
- Bujo
- Buko (Schwert)
- Bum'Bere Tofao
- Bō
- Bōgu
- Cayul
- Chigiriki
- Chinesisches Richtschwert (kurzes Heft)
- Chinesisches Richtschwert (langes Heft)
- Chunderik Klewang
- Chōchin-Kabuto
- Co Jang
- Daishō
- Dange
- Dao (Säbel)
- Dayak-Hiebmesser
- Dha (Waffe)
- Dohong
- Dreistock
- Dua Lalan
- Dō (Kendō)
- Dōmaru
- Dōtanuki
- Eboshi-Kabuto
- Ekajo
- Elefanten-Dha
- Fakir’s Crutch
- Fukidake
- Fukura
- Gadoobang
- Gagong
- Gajang
- Gari (Schwert)
- Ge (Waffe)
- Gesteppte Leinwandrüstung
- Golok
- Guan Dao
- Hachiwari
- Hada
- Haidate
- Haladie
- Hamon
- Hampang Hampang
- Hanburi
- Hanbō
- Hara-Ate
- Haramaki
- Hari Bashi Kabuto
- Hatomune-Dō
- Hemola
- Hi (Klinge)
- Horimono
- Horo (Umhang)
- Hoshi Kabuto
- Hotoke Do
- Hulu (Heft)
- Inariyama-Schwert
- Indan (Keule)
- Indische Khond-Streitaxt
- Indischer Ketten- und Plattenpanzerhelm
- Indischer Mahratha-Streitkolben (Schwertklinge)
- Indonesische Kriegsjacken
- Indonesischer Trisula
- Japanische Rossstirn
- Japanische Rüstung
- Jian
- Jimpul
- Jin-Baori
- Jingasa
- Jiujiebian
- Jono
- Jō
- Kabeala
- Kabuto
- Kagi-Nawa
- Kaji Kabuto
- Kalijawo Malampe
- Kalijawo Malebu
- Kama (Waffe)
- Kampilan
- Kanta
- Karambit
- Karuta Kabuto
- Kaso
- Katana
- Katapu
- Kawagasa
- Kawali
- Kawari Kabuto
- Kekutsu
- Khanda (Schwert)
- Kikkō
- Kissaki
- Klebit bok
- Klewang Puchok-Meukawet
- Klewang Tebal-Hujong
- Kliau
- Koboshi Bashi Kabuto
- Kodachi
- Kora (Waffe)
- Koreanischer Offiziershelm
- Koshirae
- Kote (Rüstung)
- Kris
- Kubotan
- Kuda Yari
- Kudhi-Wajang
- Kudi
- Kurabit
- Kusari-Katabira
- Kusarigama
- Kusazuri
- Kōgake- und Kusari-Tabi
- Lading Terus
- Ladingin
- Lajuk-Lajuk
- Langgai Tinggan
- Larbango
- Larbido
- Lembing Raja
- Lezam
- Liuxingchui
- Lombu Lombu
- Lopah Petawaran
- Luju Alang
- Luju Alas
- Luju Celico
- Luki (Messer)
- Luwuk (Schwert)
- Makibishi
- Mandau (Waffe)
- Manjisai
- Manople
- Manriki Gusari
- Masakari
- Matana
- Mei (Schmieden)
- Mempō
- Men (Kendō)
- Mentawa
- Mikazuki Munechika
- Mogul-Axt
- Momonari Kabuto
- Moso (Schwert)
- Mundo (Schwert)
- Mune (Schwert)
- Mysorische Rakete
- Naga-Gürtel
- Naginata
- Nakago
- Nanbandō
- Nihontō
- Nodowa
- Nunchaku
- Nuntebō
- Ono (Waffe)
- Palitai
- Pamulu
- Patisthanaya
- Peurawot
- Peurise
- Peurise Awe
- Peurise Teumaga
- Piso Gading
- Piso Ni Datu
- Punal (Waffe)
- Raut (Messer)
- Rawit
- Rawit Pengukir
- Rokushakukama
- Ronkepet
- Rontegari
- Ruding Lengon
- Rudus
- Sadeueb
- Sadop
- Sageo
- Sai
- Salawaku
- Sang (Speer)
- Sarampang
- Saya
- Sekin (Machete)
- Shikomizue
- Shinai
- Shuriken
- Shéng Biāo
- Si Euli
- Siebenarmiges Schwert
- Sikin Lapan Sagu
- Sode (Rüstung)
- Sodegarami
- Sori (Schwert)
- Stoßzahnschwert
- Suji Bashi Kabuto
- Sumara
- Sumatra-Doppelmesser
- Sumpitan
- Sundang
- Sune-Ate
- Surik
- Suruchin
- Tachi
- Takula Tofao
- Talawang
- Talwar
- Tambō
- Tameng
- Tandu Tandu
- Tanimbarschwert
- Tankō
- Tantō
- Tare
- Tatamidō
- Tatemono
- Tawara (Lanze)
- Tecchū
- Tekkō
- Tenka-goken
- Tenugui
- Tessen
- Tete Naulu
- Thami (Armbrust)
- Tibetischer Lamellenpanzer
- Timbei
- Ting Kia
- Tipu Dayak
- Toho (Speer)
- Tojaru
- Tokin
- Tonfa
- Toraja-Messinghelm
- Trabai Temiang
- Tsep-Tsa
- Tsuba
- Tsuka
- Tsukurikomi
- Tsurugi
- Tumba Meujangget
- Tungi
- Tōseigusoku
- Utap
- Valai Tade
- Waki-Biki
- Wakizashi
- Wēku
- Yamabushi-Rüstung
- Yanone
- Yari
- Yawara
- Yoroi-dōshi
- Yueyachan
- Yugake
- Yumi
- Zaghnal
- Zeremonielle Bali-Axt
- Zukin (Helm)
- Zunari Kabuto
- Ōdachi
- Ōtenta
- Ōtsuchi
- Ōyoroi

## Australien und Ozeanien

### Alphabetische Übersicht der Objekte von Australien
- Bumerang
- Kylie (Wurfwaffe)
- Speer
- Woomera (Waffe)
- Wurfholz

### Alphabetische Übersicht der Objekte von Ozeanien
- Apaʻapai
- Asmat-Schild
- Australische Streitaxt
- Baggoro
- Bowai
- Bulibuli
- Cali (Waffe)
- Culacula
- Gata (Waffe)
- Grere’o
- Gugu
- Haizahn-Schlagring
- Hoeroa
- Igelfischhelm
- Kinikini
- Kira (Messer)
- Kiribati-Kokosfaserrüstung
- Kotiate
- Kujerung
- Leonile
- Lil-lil
- Me-Yarr-Oll
- Melanesischer Obsidianspeer
- Melanesischer Speer
- Mere (Waffe)
- Nashornvogel-Keule
- Nbouet
- Nifoʻoti
- Nifoʻoti (Stahl)
- Ounep
- Paoa
- Papua-Neuguinea-Rattanrüstung
- Papua-Rindengürtel
- Pouwhenua
- Purtanji
- Qauata
- Quirriang-an-wun
- Sali (Waffe)
- Salomonen-Keule
- Salomonen-Rindenschild
- Taiaha
- Taumangaria
- Tebutje
- Tewhatewha
- Toki-Kakau-Poto
- Toki-Pou-Tangata
- Totokia
- Trobriand-Kriegsschild
- Trobriand-Tanzschild
- U'u
- Ua (Waffe)
- Vanuatu-Kriegskeule
- Vunikau
- Waddy
- Wahaika
- Watilikiri
- Woomera (Waffe)

## Europa

### Gliederung nach Regionen
- Sagaris (Waffe) (Amazonen, Sythen, Perserreich)

#### Griechenland
- Acinaces
- Amentum
- Arcus (Waffe)
- Cestus (Waffe)
- Clipeus
- Dory (Waffe)
- Gastraphetes
- Hoplon
- Kestrosphendon
- Kopis
- Machaira
- Oxybeles
- Palintona
- Parazonium
- Pelte
- Polybolos
- Sarissa (Waffe)
- Schuppenpanzer
- Thureos
- Xiphos
- Xyston

#### Römisches Reich
- Aklys
- Amentum
- Arcus (Waffe)
- Balliste
- Clipeus
- Clunaculum
- Contus
- Corvus (Waffe)
- Falx
- Funda
- Gaesum
- Galerus
- Gladius (Waffe)
- Harpax
- Hasta
- Kestrosphendon
- Krähenfuß
- Manica (Waffe)
- Ocrea
- Onager
- Palintona
- Parazonium
- Parma (Waffe)
- Pilum
- Plumbata
- Pugio
- Pugnum
- Schleuderblei
- Schwert des Tiberius
- Scutum (Schutzwaffe)
- Scutum aus Dura Europos
- Sica (Waffe)
- Spiculum (Waffe)
- Stockschleuder
- Verutum

### Alphabetische Übersicht der Objekte
- Acinaces
- Aklys
- Amentum
- Arcus (Waffe)
- Balliste
- Cestus (Waffe)
- Cetratus
- Clipeus
- Clunaculum
- Contus
- Corvus (Waffe)
- Dory (Waffe)
- Falx
- Funda
- Gaesum
- Galerus
- Gastraphetes
- Gladius (Waffe)
- Harpax
- Hasta
- Hoplon
- Kestrosphendon
- Kopis
- Krähenfuß
- Machaira
- Manica (Waffe)
- Ocrea
- Onager
- Oxybeles
- Palintona
- Parazonium
- Parma (Waffe)
- Pelte
- Pilum
- Plumbata
- Polybolos
- Pugio
- Pugnum
- Sarissa (Waffe)
- Schleuderblei
- Schuppenpanzer
- Schwert des Tiberius
- Scutum (Schutzwaffe)
- Scutum aus Dura Europos
- Sica (Waffe)
- Spiculum (Waffe)
- Stockschleuder
- Thureos
- Verutum
- Xiphos
- Xyston

## Nordamerika

### Gliederung nach Ethnien
In diesem Abschnitt ist jeweils die Ethnie vorangestellt; die bekannten Objekte dieser Ethnien sind darunter eingerückt.
- Haida (Volk)
  - Haida-Seehundkeule
- Inuit
  - Noksak
- Tlingit (Volk)
  - Tlingit-Rüstung

### Alphabetische Übersicht der Objekte
- Asháninka-Keule
- Chimalli
- Gewehrschaft-Keule
- Haida-Seehundkeule
- I-Wata-Jinga
- Korjakische Rüstung
- Kugelkopfkeule
- Macana
- Medicine Shield
- Obsidianschwert
- Rabbit Stick
- Sapakana
- String work shirt
- Tepoztopilli
- Tlingit-Kampfmesser
- Tlingit-Kriegshelm
- Tlingit-Münzenrüstung
- Tlingit-Rüstung

## Südamerika
- Parakatêjê-Kriegskeule (Brasilien)
- Patagonische Tierhaut-Rüstung